# Stara panna (powieść)

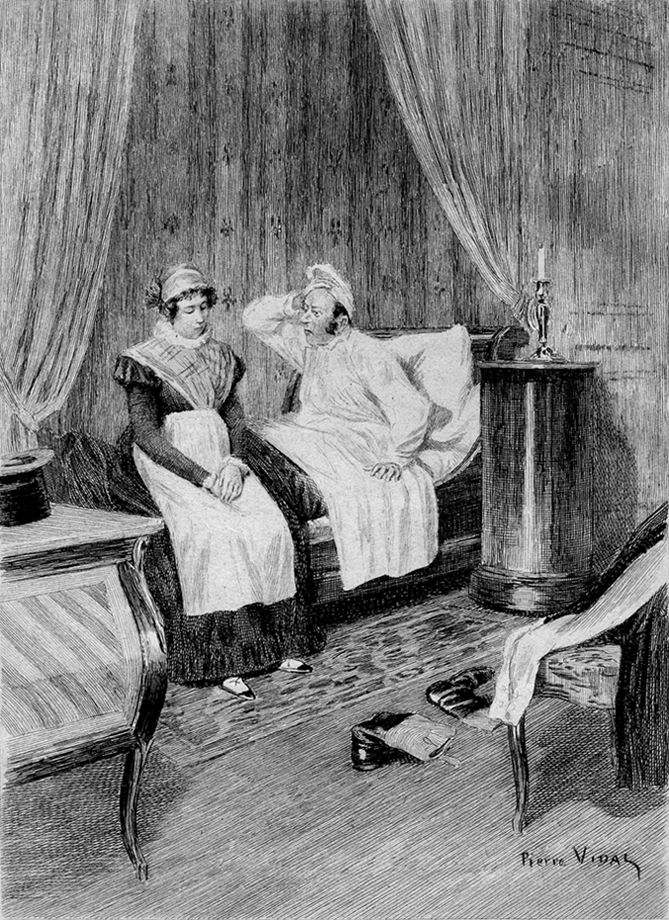

Stara panna (oryg. fr. La vieille fille) – powieść Honoriusza Balzaka z cyklu Komedia ludzka z 1836. Utwór, poprzez szczegółowy opis środowiska i życia tytułowej starej panny, Róży Cormon, dokonuje opisu życia francuskiej prowincji w I połowie XIX wieku.

## Treść
Jest rok 1816, czterdziestoletnia Róża Cormon poszukuje męża, pragnąc, by podobnie jak ona posiadał dobre mieszczańskie urodzenie oraz niewielki majątek. Bohaterka jest dobrze widziana w kołach towarzyskich Alençon, posiada dwóch adoratorów, z których jednak żaden nie kieruje się prawdziwym uczuciem: starego kawalera du Valois, rojalistę o wykwintnych manierach oraz du Bousquera, byłego spekulanta w epoce rewolucji, który poprzez małżeństwo z kobietą z szanowanej rodziny pragnie polepszyć swoją towarzyską pozycję. Róża Cormon poślubia wreszcie du Bousqiera, lecz małżeństwo, zamiast oczekiwanego szczęścia, przynosi jej jedynie rozczarowanie.

## Cechy utworu
Utwór, oprócz kolejnego w Komedii ludzkiej opisu wpływu pieniądza na zachowanie ludzi i demoralizację instytucji małżeństwa (sprowadzonego do rangi specyficznej transakcji), stanowi wnikliwą analizę psychologiczną i społeczną. Autor, wykorzystując częsty w jego powieściach opis środowiska bohatera, przedstawia postać tytułowej starej panny, jej emocje, nadzieje związanych z małżeństwem i przyszłym życiem, jak i stopniową utratę złudzeń w zetknięciu z rzeczywistością. Z kolei opisując dwóch jej adoratorów, kontrastuje ze sobą dwa środowiska: nowej, agresywnej w zdobywaniu wpływów burżuazji wzbogaconej w epoce rewolucyjnej i napoleońskiej oraz starej arystokracji, broniącej swojej społecznej pozycji i usiłującej przynajmniej we własnym gronie zachować przedrewolucyjne zwyczaje i zasady. Wreszcie Balzak analizuje życie francuskiej prowincji, obyczaje miejscowych kół towarzyskich, kontrastując je z pokazanym w innych utworach paryskim „wielkim światem”.